# Halterofilismo nos Jogos Pan-Americanos de 2023 - Qualificação
Abaixo estão o sistema de qualificação e os comitês olímpico nacionais qualificados as competições de Halterofilismo nos Jogos Pan-Americanos de 2023, programado para ser realizado em Santiago, Chile, de 21 a 24 de outubro de 2023.

## Sistema de classificação
Um total de 136 halterofilistas (68 por gênero) se classificaram para competir nos jogos. Uma nação pode inscrever um máximo de 8 halterofilistas (quatro por gênero). O país-sede (Chile) classificou automaticamente uma equipe completa. Todas as outras nações classificaram-se pelos pontos combinados dos Campeonatos Pan-Americanos de 2017 e 2018. Dois convites serão entregues posteriormente (um por gênero). Vagas extras foram entregues aos vencedores das respectivas categorias nos Jogos Pan-Americanos Júnior de 2021.

## Linha do tempo
| Eventos                                                  | Data                    | Local              |
| -------------------------------------------------------- | ----------------------- | ------------------ |
| Campeonato Pan-Americano de Levantamento de Peso de 2021 | 1-8 de novembro de 2021 | Guaiaquil, Equador |
| Campeonato Pan-Americano de Levantamento de Peso de 2022 | 22-29 de julho de 2022  | Bogotá, Colômbia   |

## Sumário de classificação
Um total de 27 CON's classificaram halterofilistas. As vagas foram distribuídas de acordo com os resultados dos eventos classificatórios e discussões com os CON's.
| NOC                      | Masculino | Feminino | Atletas totais |
| ------------------------ | --------- | -------- | -------------- |
| ARG Argentina            | 3         | 2        | 5              |
| ARU Aruba                | 0         | 1        | 1              |
| BAR Barbados             | 0         | 1        | 1              |
| BOL Bolívia              | 2         | 1        | 3              |
| BRA Brasil               | 3         | 3        | 6              |
| CAN Canadá               | 3         | 3        | 6              |
| CHI Chile                | 4         | 4        | 8              |
| COL Colômbia             | 8         | 6        | 14             |
| CRC Costa Rica           | 2         | 2        | 4              |
| CUB Cuba                 | 3         | 3        | 6              |
| ESA El Salvador          | 1         | 0        | 1              |
| ECU Equador              | 5         | 4        | 9              |
| USA Estados Unidos       | 4         | 5        | 9              |
| GUA Guatemala            | 3         | 0        | 3              |
| GUY Guiana               | 1         | 0        | 1              |
| HAI Haiti                | 1         | 0        | 1              |
| HON Honduras             | 1         | 2        | 3              |
| JAM Jamaica              | 0         | 1        | 1              |
| MEX México               | 4         | 5        | 9              |
| NCA Nicarágua            | 2         | 2        | 4              |
| PAN Panamá               | 1         | 1        | 2              |
| PAR Paraguai             | 2         | 2        | 4              |
| PER Peru                 | 2         | 3        | 5              |
| PUR Porto Rico           | 3         | 3        | 6              |
| DOM República Dominicana | 4         | 5        | 9              |
| URU Uruguai              | 2         | 2        | 4              |
| VEN Venezuela            | 4         | 4        | 8              |
| Total: 27 CONs           | 68        | 68       | 136            |

## Jogos Pan-Americanos Júnior de 2021

### Masculino
| Categoria | CON          | Nome           |
| --------- | ------------ | -------------- |
| 61 kg     | COL Colômbia | Estiven Villar |
| 73 kg     | COL Colômbia | Juan Martinez  |
| 89 kg     | ECU Equador  | Ivan Escudero  |
| 102 kg    | COL Colômbia | Yeison Lopez   |
| +102 kg   | COL Colômbia | Luis Quiñones  |
| Total     | 5            |                |

### Feminino
| Categoria | CON                      | Nome              |
| --------- | ------------------------ | ----------------- |
| 49 kg     | DOM República Dominicana | Dahiana Ortiz     |
| 59 kg     | COL Colômbia             | Concepcion Usuga  |
| 71 kg     | COL Colômbia             | Julieth Rodriguez |
| 81 kg     | USA Estados Unidos       | Olivia Reeves     |
| +81 kg    | MEX México               | Abdeel Rodriguez  |
| Total     | 5                        |                   |

## Ranking masculino
Abaixo está a lista das nações que receberam vagas para os eventos masculinos.
- País-sede: 4 Atletas
- Equipes 1ª–6ª: 4 Atletas
- Equipes 7ª–12ª: 3 Atletas
- Equipes 13ª–18ª: 2 Atletas
- Equipes 19ª–22ª: 1 Atleta
- Convite: 1 Atleta

| Posição | Vagas | CON                      |
| ------- | ----- | ------------------------ |
| –       | 4     | CHI Chile                |
| 1       | 4     | COL Colômbia             |
| 2       | 4     | MEX México               |
| 3       | 4     | DOM República Dominicana |
| 4       | 4     | ECU Equador              |
| 5       | 4     | VEN Venezuela            |
| 6       | 4     | USA Estados Unidos       |
| 7       | 3     | GUA Guatemala            |
| 8       | 3     | PUR Porto Rico           |
| 9       | 3     | CAN Canadá               |
| 10      | 3     | BRA Brasil               |
| 11      | 3     | CUB Cuba                 |
| 12      | 3     | ARG Argentina            |
| 13      | 2     | PER Peru                 |
| 14      | 2     | CRC Costa Rica           |
| 15      | 2     | URU Uruguai              |
| 16      | 2     | NCA Nicarágua            |
| 17      | 2     | PAR Paraguai             |
| 18      | 2     | BOL Bolívia              |
| 19      | 1     | HON Honduras             |
| 20      | 1     | PAN Panamá               |
| 21      | 1     | HAI Haiti                |
| 22      | 1     | ESA El Salvador          |
| WC      | 1     | GUY Guiana               |
|         | 63    |                          |

## Ranking feminino
Abaixo está a lista das nações que receberam vagas para os eventos femininos.
- País-sede: 4 Atletas
- Equipes 1ª–6ª: 4 Atletas
- Equipes 7ª–12ª: 3 Atletas
- Equipes 13ª–18ª: 2 Atletas
- Equipes 19ª–22ª: 1 Atleta
- Convite: 1 Atleta

| Posição | Vagas | CON                      |
| ------- | ----- | ------------------------ |
| –       | 4     | CHI Chile                |
| 1       | 4     | COL Colômbia             |
| 2       | 4     | USA Estados Unidos       |
| 3       | 4     | MEX México               |
| 4       | 4     | DOM República Dominicana |
| 5       | 4     | ECU Equador              |
| 6       | 4     | VEN Venezuela            |
| 7       | 3     | BRA Brasil               |
| 8       | 3     | CAN Canadá               |
| 9       | 3     | PER Peru                 |
| 10      | 3     | PUR Porto Rico           |
| 11      | 3     | GUA Guatemala            |
| 12      | 3     | CUB Cuba                 |
| 13      | 2     | URU Uruguai              |
| 14      | 2     | ARG Argentina            |
| 15      | 2     | NCA Nicarágua            |
| 16      | 2     | CRC Costa Rica           |
| 17      | 2     | PAR Paraguai             |
| 18      | 2     | HON Honduras             |
| 19      | 1     | BOL Bolívia              |
| 20      | 1     | PAN Panamá               |
| 21      | 1     | ARU Aruba                |
| 22      | 1     | BAR Barbados             |
| WC      | 1     | JAM Jamaica              |
|         | 63    |                          |